# A Thirst for Summer Rain
A Thirst for Summer Rain — восьмой студийный альбом шведского атмосферик-блэк-метал-проекта Lustre, выпущенный 26 августа 2022 года на лейбле Nordvis Produktion.

## История
9 июля 2022 года, в честь 10-летнего сотрудничества между Nordvis Produktion и Lustre, обе стороны анонсировали выпуск восьмого полноформатного альбома группы. 12 августа вышел сингл «Thirst».

## Список композиций
| №                   | Название            | Длительность |
| ------------------- | ------------------- | ------------ |
| 1.                  | «Quiescence»        | 8:39         |
| 2.                  | «Faith»             | 8:12         |
| 3.                  | «Thirst»            | 8:26         |
| 4.                  | «Alleviation»       | 8:17         |
| Общая длительность: | Общая длительность: | 33:34        |

## Участники записи
- Henrik Sunding — все инструменты, вокал